# 潔西卡·尼格瑞
潔西卡·尼格瑞（英語：Jessica Nigri，1989年8月5日—），紐西蘭裔美國女Cosplay名人、宣傳模特兒、YouTuber、配音演員和粉絲會記者。她自2009年就開始持續參與Cosplay，並從2012年起開始擔任模特兒；她也曾擔任多部電子遊戲的官方代言人，如《電鋸甜心》（2012年）和《刺客教條IV：黑旗》（2013年）。
2013年，尼格瑞在網路動畫《RWBY》中為馨德·佛爾一角配音。

## 早期生活
尼格瑞出生於美國內華達州雷諾，並主要是在基督城長大，而紐西蘭則是她母親的祖國。她後來搬到了亞利桑那州。尼格瑞從2009年起就開始參與著Cosplay，而她在聖地亞哥國際動漫展上扮演的爆紅短片「性感皮卡丘」則在網上流傳著。 2011年，她為微軟遊戲工作室和GameStop推出的電子遊戲《戰爭機器3》代言，並扮成了遊戲角色安雅·史塔伍德來為遊戲作宣傳。

## 外部連結
- 潔西卡·尼格瑞在互联网电影资料库（IMDb）上的資料（英文）